# IC 2667
IC 2667 је елиптична галаксија у сазвјежђу Лав која се налази на листи објеката дубоког неба у Индекс каталогу.
Деклинација објекта је + 12° 7' 1" а ректасцензија 11h 15m 44,0s. Привидна величина (магнитуда) објекта IC 2667 износи 15,2 а фотографска магнитуда 16,2.